# Bulletin annuel de la Société Philomatique de Paris
Bulletin annuel de la Société Philomatique de Paris (abreviado Bull. Annuel Soc. Philom. Paris) es una revista con ilustraciones y descripciones botánicas que es editada en Francia por la Société Philomatique de Paris. Se publicó desde el año 1876 hasta 1945. Fue precedida por Bulletin de la Société Philomatique de Paris.

## Publicación
- Sér. 7, vols. 1–12, 1876/77–87/88;
- sér. 8, vols. 1–10, 1888/89–97/98;
- sér. 9, vols. 1–10, 1898/99–1908;
- sér. 10, vols. 1–10, 1909–31;
- vols. 115–125, 1932–44/45, (193?–45).